# Turpa Täynnä
《Turpa Täynnä》는 퀼래훌루트의 2005년 앨범이다.

## 곡 목록
1. "Aika" (시간) - 0:56
2. "...Ja Jeesus ei pysy ristillään!" (... 그리고 예수는 십자가 위에 머무르지 않을 것이다!) – 3:07
3. "Vitun urpo!" (멍청한 바보!) - 2:21
4. "Kääpiöt" (난쟁이) - 2:48
5. "Scenehuora" (창녀) - 2:19
6. "Ei pelkoa" (두려움은 없다) - 2:54
7. "Spurgu" (알코올 중독) - 2:39
8. "Marttyyri" (순교자) - 2:31
9. "Paskiaiset" (멍청이들) - 2:53
10. "Turpa täynnä" (두들겨 맞은) - 2:16
11. "Mitä pahalle maksetaan?" (악을 위해 무엇을 지불하는가?) - 2:23
12. "Kylähullut" (마을에 사는 바보들) - 2:43

## 제작자
- 알렉시 라이호 - 기타, 보컬
- 톤미 릴만 - 드럼
- 베사 요키넨 - 보컬

- 레이블: 크로크룬드 레코드
- 녹음 및 믹싱: 유카 바르모 / 자이브 레코딩 스튜디오
- 앨범 이미지: 유호 윤투넨